# 蚊港
蚊港，是臺灣雲林縣臺西鄉的一個傳統地域名稱，位於該鄉西北部。相較於今日行政區，其範圍大致為蚊港村東大半部。

## 歷史
台灣清治末期，蚊港地區為一（舊制）街庄，稱為「蚊港庄」，隸屬於海豐堡。該庄北及東北隔新虎尾溪與許厝藔庄、麥藔庄為界，東南與火燒牛稠庄為鄰，南邊及西邊為新興庄。
1901年（日治明治三十四年）11月，全台廢縣廳改設二十廳，該庄隸屬於斗六廳。1903年（明治三十六年）6月，該庄編入「崙仔頂區」，仍隸屬於斗六廳。1909年（明治四十二年）10月，合併二十廳為十二廳，崙仔頂區改隸屬於嘉義廳。1920年（大正九年），全台地方制度大改正，廢十二廳改設五州二廳，該庄改制為「蚊港」大字，隸屬於臺南州虎尾郡（新制）海口庄。
戰後海口庄改制為海口鄉，隸屬於臺南縣，大字亦改制為村。1946年9月，海口鄉拆分為臺西、東勢兩鄉，本地區隸屬於臺西鄉。1950年9月，雲、嘉、南分治，臺西鄉改隸屬於雲林縣。

## 聚落
本地區發展較早的聚落有蚊港、三姓藔、塞貞藔（今已消失）等，在日治初期的官方地圖上已有記載。

## 交通
省道台61線又稱「西部濱海快速公路」，是新北市八里區至臺南市安南區的快速公路，尚未全線通車。南區路段大致以東向西轉東北—西南走向經過本地區東南端邊界外不遠處。該道路在此地帶屬高架路段，在東鄰火燒牛稠地區境內湖仔內聚落北郊省道台17線路口暨鄉道雲117線起點路口設有湖仔內交流道。由此可快速前往台灣西海岸的南北各地。
省道台17線（崙豐路）又稱「西部濱海公路」，是臺中市清水區甲南至屏東縣枋寮鄉水底寮的幹道，大致以東北—西南走向經過本地區東南端邊界外不遠處，其中湖仔內交流道以南路段與省道台61線併行且為其兩側平面車道。由該道路向東北過新虎尾溪橋後轉東以彎道繞經麥寮鄉市區後轉北北東可前往大城鄉、芳苑鄉、福興鄉、鹿港鎮等地；向西南可前往臺西鄉市區、四湖鄉、口湖鄉、東石鄉等地。
鄉道雲3線是中山至崙仔頂的道路，大致以北北東—南南西走向經過本地區蚊港聚落，並先後經過鄉道雲3-2線起點路口、雲114線起點路口。由該道路向北北東可前往許厝寮並止於許厝寮地區中山聚落東北郊的縣道154號路口暨鄉道雲1線轉角路口；向南南西可前往新興地區中部、崙子頂（崙豐）並止於鄉道雲118線路口。
鄉道雲3-2線是蚊港至海口厝的道路，其北側端點（起點）位於本地區蚊港聚落北郊的鄉道雲3線路口。由此向西北西轉南南西再轉西北西出聚落後，轉西南再轉南出境後可前往新興地區西部、崙子頂地區西部、五條港地區西部、海口厝西郊並止於省道台17線路口。
鄉道雲114線是蚊港至湖仔內的道路，其北側端點（起點）位於本地區蚊港聚落內的鄉道雲3線路口。由此向東南東轉南出聚落後，經三姓寮聚落後轉南南東出境可前往新興地區頂新興聚落、火燒牛稠地區湖子內聚落並止於聚落南側的鄉道雲117線路口。該道路在三姓寮聚落會經過鄉道雲114-1線起點路口。
鄉道雲114-1線是三姓寮至草寮的道路，其北側端點（起點）位於本地區三姓寮聚落內的鄉道雲114線路口。由此向南南西出聚落後續行，出境後可前往新興地區草寮聚落，並止於聚落西郊的鄉道雲3線路口。

## 知名人物
臺灣多名政治人物均為蚊港出身，包含林時機（立法委員、監察委員）、許文志（雲林縣縣長）、許文村（國民大會代表）、許舒博（立法委員）、林樹山（立法委員）。